# Sütlüce, Koyulhisar
Sütlüce là một xã thuộc huyện Koyulhisar, tỉnh Sivas, Thổ Nhĩ Kỳ. Dân số thời điểm năm 2011 là 130 người.